# Forges-les-Eaux (commune déléguée)
Pour les articles homonymes, voir Forges.
Forges-les-Eaux est une ancienne commune française située dans le département de la Seine-Maritime en Normandie, célèbre pour son casino.
La législation sur les maisons de jeux a longtemps empêché qu'elles soient trop près de Paris (d'où Deauville) avec cependant une tolérance pour les stations thermales. Le casino de Forges-les-Eaux est donc celui où l'on joue à la roulette le plus proche de Paris à part Enghien-les-Bains.
Le 1er janvier 2016 elle fusionne avec Le Fossé, donnant ainsi naissance à la commune nouvelle de Forges-les-Eaux. Elle prend alors le statut de commune déléguée.
C'est aussi l'unique station thermale de toute l'ancienne région de Haute-Normandie.

## Géographie
La commune est traversée par l'Andelle. Elle abrite également plusieurs lacs, alimentés par ladite rivière. Au nord-est de la ville se trouve le bois de l'Épinay, qui abrite quelques lieux connus des habitants (notamment la source de La Chevrette, l'une des 4 sources de la ville), et qui est le théâtre annuel d'un concours de chiens de traineaux. Au nord de la ville près de Serqueux débute sur l'ancien tracé de la voie ferrée, l'avenue Verte, une piste cyclable qui s'arrête au sud de Dieppe.

## Toponymie
Le nom de la localité est attesté sous la forme Forges-en-Bray au XIXe siècle, avant que la réputation de ses eaux ne lui fournisse ce complément thermal dans la première moitié du XXe siècle.
Forges : du mot latin Făbrĭca, « atelier d'artisan », à l'origine du mot « fabrique ».

## Devise
Ferro et Aqua : « Par le fer et par l'eau ».
La devise de Forges-les-Eaux est très compréhensible lorsque l'on se plonge dans son histoire.
Forges-les-eaux tient en effet son histoire de son sol, riche en fer, et de ses sources thermales.

## Histoire
Un château-fort prenait place auprès des sources thermales. La dénomination « donjon » est restée depuis.

### Les sources royales
Les eaux de Forges sont remarquées depuis 1573 par Nicolas de Moy, seigneur local. Elles sont reconnues comme médicales et deviennent « sources de jouvence » par le biais de Julien Le Paulmier, ancien médecin du roi Henri III.
C’est la famille Francini (naturalisée Francine), auteur des systèmes hydrauliques des jardins du château de Versailles, des Jardins du Luxembourg à Paris, des terrasses du château neuf de Saint-Germain-en-Laye ou encore des fontaines du château royal de Fontainebleau qui aura pour charge de séparer les trois sources principales des eaux de Forges et qui porteront désormais les noms de Reinette, Royale et Cardinale.
En 1631, Louis XIII buvait de l'eau de Forges. Une cure sur place lui fut cependant recommandée. Il arriva à Forges le 15 juin 1633, Anne d'Autriche et Richelieu le rejoignant quelques jours plus tard. Ils logèrent dans la maison d'un gentilhomme verrier, Vincent Le Vaillant. La cour royale et ses artistes allaient ainsi goûter les eaux « claires, lumineuses et bienfaisantes ». La Grande Mademoiselle, Mademoiselle de Montpensier, nièce de Louis XIII contribua elle aussi à la renommée de Forges. Entre 1656 et 1681, elle effectua de très nombreuses visites, soignant ainsi ses maux de gorge. Sa présence entraîna la fréquentation de la ville thermale par la Cour et la haute bourgeoisie. La vie quotidienne de ces « buveurs d'eau » était rythmée de fêtes, spectacles et jeux et ceux-ci prirent une place prépondérante sous le règne de Louis XVI. D'illustres personnages dont le duc de Saint-Simon, Voltaire, Marivaux, Buffon ont participé à la renommée de Forges-les-Eaux.

### La Révolution
Pendant la Révolution, la ville de Forges-les-Eaux était privilégiée par les émigrés. Sous couvert de prendre les eaux, ceux-ci passaient en Angleterre par le biais d’une organisation clandestine tandis que la municipalité complice leur délivrait de faux certificats de résidence. Pâris, l’assassin royaliste de Louis-Michel Lepeletier de Saint-Fargeau, courut s’y réfugier une fois son forfait commis, avant de s’y suicider, le 31 janvier 1793, d’une balle dans la tête, lorsqu’il se vit sur le point d’être arrêté.

### Époque contemporaine
Forges-les-Eaux fut en outre le siège du premier concours beurrier de France, en 1906. Organisé par la Société centrale d'agriculture de Seine-Inférieure, sur le modèle des concours britanniques, celui-ci se déroula sous la halle au beurre du 31 mai au 4 juin. Il avait pour but d'améliorer les performances laitières et beurrières de la race normande élevée notamment dans le pays de Bray.
Pour la petite histoire, la gagnante du concours en première catégorie fut la vache « Princesse » appartenant à un éleveur du Thil-Riberpré qui produisit 3,105 kg de beurre pendant le concours et reçut une prime de 300 F.
À la suite de ce concours, un syndicat de contrôle laitier fut mis en place dans le pays de Bray.
Le 1er janvier 2016, les communes de Forges-les-Eaux (5,22 km2) et du Fossé (10,11 km2) fusionnent sous le régime juridique des communes nouvelles. L'ensemble ainsi formé, qui regroupe 4 255 habitants reprend le toponyme de Forges-les-Eaux.

## Politique et administration

### Liste des maires
| Période                                  | Période       | Identité                         | Étiquette    | Qualité |
| ---------------------------------------- | ------------- | -------------------------------- | ------------ | --- |
| Les données manquantes sont à compléter. |               |                                  |              | |
|                                          |               | Jean Baptiste Gambu              |              | |
|                                          |               | Antoine Crespin                  |              | |
| 1837                                     | 1848          | M. Decaux                        |              | |
| 1857                                     | 1868          | Étienne Alexandre Eléonor Herbel |              | |
| 1873                                     |               | M. Decaux                        |              | |
| 1880                                     | 1881          | François Thomas Guignant         |              | |
| 1889                                     | 1903          | Antoine Désiré Gosset            |              | Officier d'Académie |
| 1904                                     | 1906          | Paul Baudry                      |              | |
| 1906                                     | 1908          | Joachim Marie Cuel               |              | Officier du Mérite agricole |
| 1908                                     | 1914          | Marcel Lemarié                   |              | |
| 1920                                     | 1936          | Jules Lefebvre                   |              | Conseiller général |
|                                          | 1946          | Albert Digeon                    |              | |
|                                          |               | G. Duquesne                      |              | |
| 1963                                     |               | Jean Metadier                    |              | Conseiller général de Forges-les-Eaux (1958 → 1968) |
|                                          |               | André Bertrand                   |              | |
| Les données manquantes sont à compléter. |               |                                  |              | |
| mars 1971                                | juin 1995     | Pierre Blot                      | UDR puis RPR | Conseiller général de Forges-les-Eaux (1976 → 1994) |
| juin 1995                                | décembre 2015 | Michel Lejeune                   | UMP → LR     | Vétérinaire Député de la Seine-Maritime (12e circ.) (2002 → 2012) Conseiller général de Forges-les-Eaux (1995 → 2015) Conseiller départemental de Gournay-en-Bray (2015 → 2021) Président de la CC de Forges-les-Eaux (2008 → 2016) Vice-président de la CC des Quatre Rivièrees (2017 → 2020) Maire de la commune nouvelle de Forges-les-Eaux (2016 → 2021) |

## Population et société

### Démographie
L'évolution du nombre d'habitants est connue à travers les recensements de la population effectués dans la commune depuis 1793. À partir du 1er janvier 2009, les populations légales des communes sont publiées annuellement dans le cadre d'un recensement qui repose désormais sur une collecte d'information annuelle, concernant successivement tous les territoires communaux au cours d'une période de cinq ans. 
Pour les communes de moins de 10 000 habitants, une enquête de recensement portant sur toute la population est réalisée tous les cinq ans, les populations légales des années intermédiaires étant quant à elles estimées par interpolation ou extrapolation. Pour la commune, le premier recensement exhaustif entrant dans le cadre du nouveau dispositif a été réalisé en 2006,.
En 2013, la commune comptait 3 492 habitants, en évolution de −0,99 % par rapport à 2008 (Seine-Maritime : +0,48 %, France hors Mayotte : +2,49 %).
| 1793  | 1800  | 1806  | 1821  | 1831  | 1836  | 1841  | 1846  | 1851  |
| ----- | ----- | ----- | ----- | ----- | ----- | ----- | ----- | ----- |
| 1 200 | 1 070 | 1 149 | 1 258 | 1 455 | 1 500 | 1 653 | 1 637 | 1 592 |

| 1856  | 1861  | 1866  | 1872  | 1876  | 1881  | 1886  | 1891  | 1896  |
| ----- | ----- | ----- | ----- | ----- | ----- | ----- | ----- | ----- |
| 1 510 | 1 625 | 1 739 | 1 659 | 1 684 | 1 706 | 1 776 | 1 867 | 1 849 |

| 1901  | 1906  | 1911  | 1921  | 1926  | 1931  | 1936  | 1946  | 1954  |
| ----- | ----- | ----- | ----- | ----- | ----- | ----- | ----- | ----- |
| 1 956 | 1 975 | 2 056 | 2 176 | 2 196 | 2 289 | 2 369 | 2 870 | 2 836 |

| 1962  | 1968  | 1975  | 1982  | 1990  | 1999  | 2006  | 2011  | 2013  |
| ----- | ----- | ----- | ----- | ----- | ----- | ----- | ----- | ----- |
| 2 914 | 2 974 | 3 211 | 3 611 | 3 376 | 3 465 | 3 542 | 3 502 | 3 492 |

### Casino

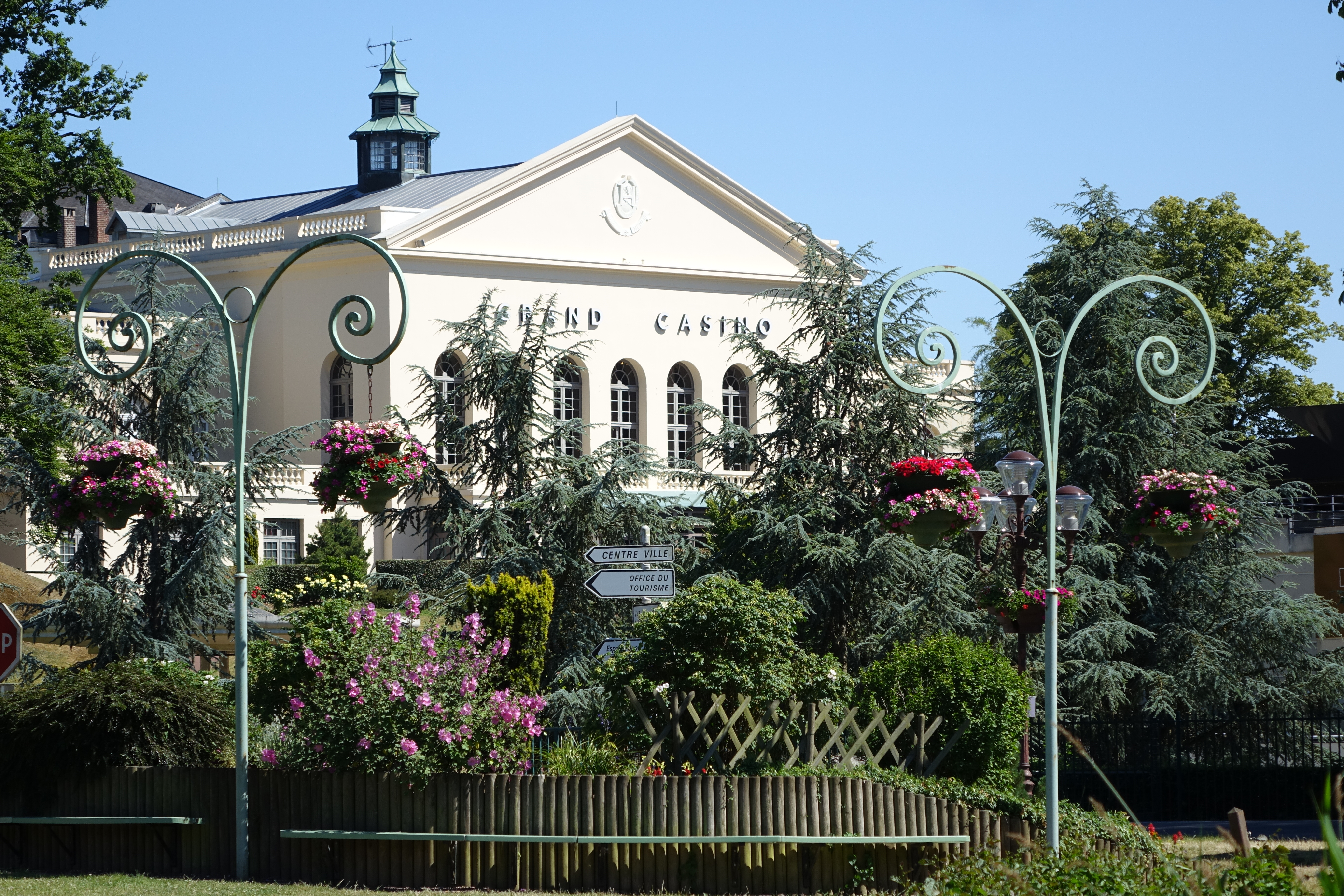
Le casino.

Au XIXe siècle, la vogue des bains de mer sur la côte d'Albâtre, si proche de Forges-les-Eaux, engendre la création du casino : on édifie le tout premier établissement thermal qui propose alors salles de bains, douches, buvettes… Puis le couvent des Capucins cède sa place au Grand Casino qui est détruit en 1896 par un incendie. C'est en 1902 qu'un second casino est inauguré. En 1952, Jacques Hébertot, homme de théâtre, redonne un souffle nouveau aux thermes et aux jeux.
Le casino de Forges-les-Eaux est le second casino le plus proche de Paris après le casino d'Enghien-les-Bains.
À l'aube du XXIe siècle, le groupe Partouche a pris en main la destinée du Grand Casino. Plaisir des jeux, mais aussi plaisir de l'eau avec le centre de remise en forme du ForgesHôtel qui renoue ainsi la tradition de l'eau.

### Activités associatives, festives, culturelles, touristiques et sportives
La commune est classée « trois fleurs » au Concours des villes et villages fleuris.

## Culture locale et patrimoine

### Lieux et monuments
- Porte du couvent des Carmélites de Gisors.

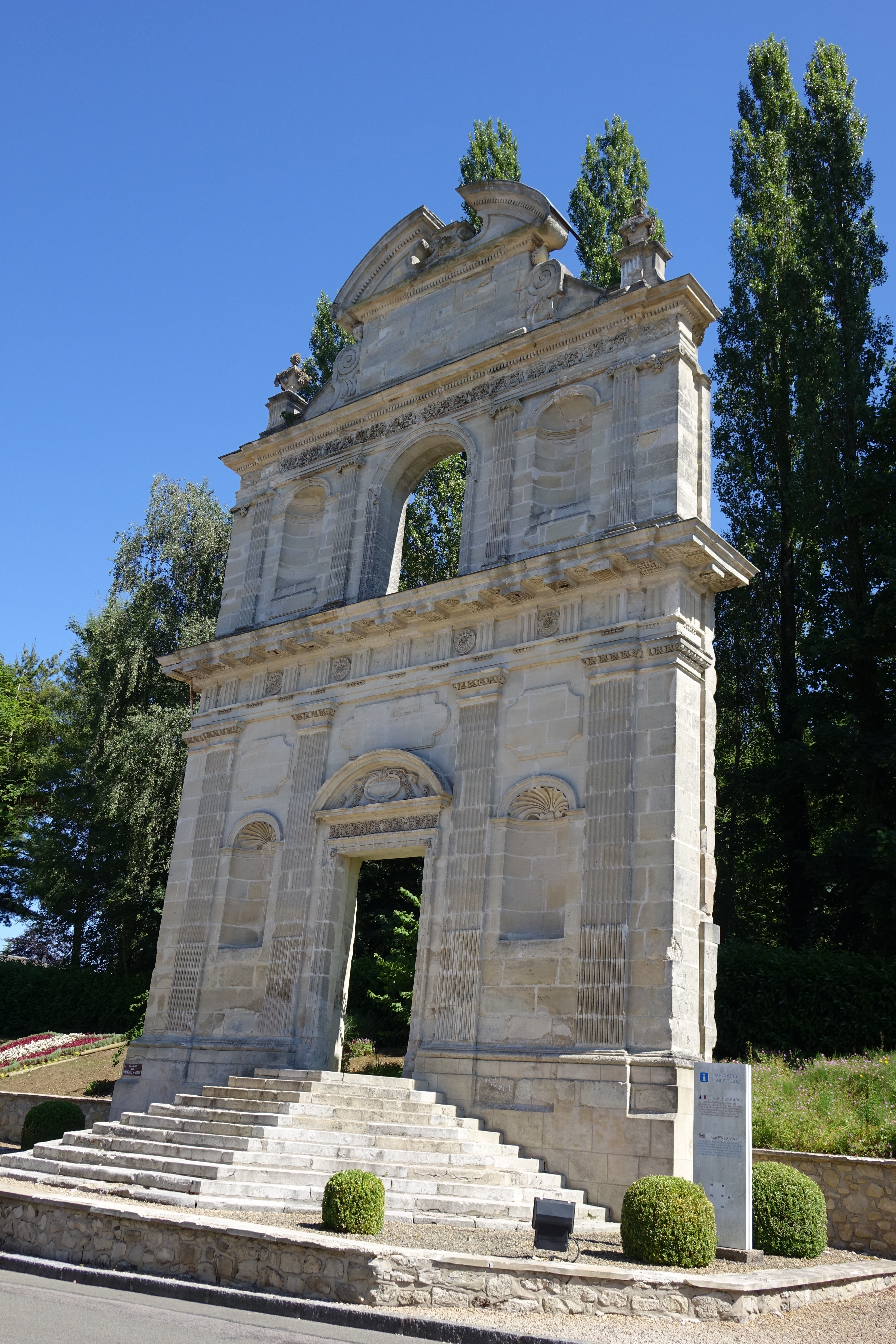
Porte de Gisors.

- Villa Richelieu, pavillon construit en 1867 à Paris à l’occasion de l’Exposition Universelle. Il s’agissait du pavillon Suisse.
- Église Saint-Éloi, 4e lieu de culte catholique édifié par les Forgions.
- Statue en bronze de Richelieu, œuvre du sculpteur Hippolyte Lefèbvre. Propriété de la Sorbonne, elle est prêtée à la ville.
- Statue en bronze « Les Trois Grâces »,
- Calvaire route de Neufchâtel, construit en 1944 d'après les plans de l'architecte Pierre Chirol (1881-1953).
- Porte du pavillon de chasse de Madame de Maintenon venant de Versailles.
- Grange dans le bois de l'Épinay, datant du XVIIe siècle.
- 4 Sources thermales, dont 3 dans le jardin du Grand Casino.
- Gare thermale.
- Espace Jean-Bauchet.
- Piscine Hugues-Duboscq

### Patrimoine naturel
- Bois de l'Épinay, situé entre deux rivières, l’Andelle à l’est et la Chevrette à l’ouest, il offre une grande diversité de milieu naturel et couvre une surface d’environ 75 hectares.
Les essences y sont très variées mais certaines parties présentent une forte dégradation due à leur surexploitation au XIXe par les briqueteries, les forges et les faïenceries.
Les étangs ne sont pas naturels, ils ont été aménagés sur d’anciennes tourbières dans les années 1980, permettant ainsi de rendre l’espace plus accueillant.
Aujourd’hui protégé et classé espace naturel sensible du Département, cet endroit offre 4 jolies promenades ouvertes au public (promenades écologiques et forestières).
- Orme séculaire sis dans la propriété de Mme Cartier  Site classé (1932).

### Personnalités liées à la commune
- Louis-Henri Brévière (1797-1869), graveur, y est né.
- Nicolas François Thiessé (1759-1834), député au Conseil des Cinq-Cents 1798-1799, membre du Tribunat, né à Forges-les-Eaux[12].
- Jules Thiessé (1833-1912), député de la Seine-Inférieure de 1876 à 1889, né à Niort, petit-fils de Nicolas François, et fils d'un homme de lettres qui fut préfet sous Louis-Philippe, mort à Forges-les-Eaux[13].

### Forges les Eaux dans les arts
- Poulet au vinaigre, film réalisé par Claude Chabrol et sorti en 1985, tourné à Forges-les-Eaux[14].

### Héraldique
| Armes de Forges-les-Eaux | Les armes de la commune de Forges-les-Eaux se blasonnent ainsi : De gueules à la fasce d'or, chargée d'une enclume de sable, et accompagnée de douze marteaux de sable, posés en fasce, la panne en bas et rangés deux par deux en quinconce, six en chef et six en pointe. |